# Plaza Solís
La Plaza Solís es una tradicional plaza del barrio de La Boca, en Buenos Aires. Está limitada por las calles Suárez, Caboto, Olavarría y Ministro Brin y se encuentra a pocos metros del Boca del Riachuelo.

## Historia
Su historia se remonta al año 1894, cuando fue inaugurada el día 8 de julio y se transformó en la primera plaza pública de La Boca. Un día después, el intendente Federico Pinedo (1855-1929) también inauguraba la nueva Avenida de Mayo. Había sido una propuesta impulsada por el vecino boquense Santiago Ferro.
La Plaza Solís recibió su nombre actual desde su fundación, mediante la Ordenanza Municipal del 17 de noviembre de 1893. Se trata de un homenaje a Juan Díaz de Solís, conquistador español que recorrió por primera vez el Río de la Plata en 1515, veinte años antes de la primera fundación de Buenos Aires.
En esta plaza, Esteban Baglietto, Santiago Pedro Sana, Alfredo Scarpati y los hermanos Juan y Teodoro Farenga fundaron el Club Atlético Boca Juniors. En la actualidad hay una placa de conmemoración en el mismo lugar donde estaba el banco en donde ellos fundaron el Club.

## Características
El diseño paisajístico de la plaza fue realizado por el arquitecto francés Charles Thays, Director de Plazas y Jardines de Buenos Aires a principios del siglo XX. Se caracteriza por sus árboles altos y frondosos y por su trazado totalmente simétrico.
Su perímetro está forestado con fresnos americanos, crespones, plátanos, ligustros disciplinados, entre otras especies.